# Colonia la Huerta
Colonia la Huerta är en ort i kommunen Malinalco i delstaten Mexiko i Mexiko. Samhället hade 149 invånare vid folkräkningen år 2020.